# Râul Banias
Râul Banias (în arabă نهر بانياس Nahr Baniyas: în ebraică נחל חרמון Nahal Hermon) este un râu din teritoriile palestiniene ocupate, Înălțimile Golan. Este cel mai estic dintre cei trei afluenți nordici principali ai râului Iordan; împreună cu Râul Dan și Pârâul Snir, formează partea superioară a bazinului hidrografic a râului Iordan. Israelul a inclus pârâul în rezervația naturală Hermon⁠(d).

## Curs și flux de apă

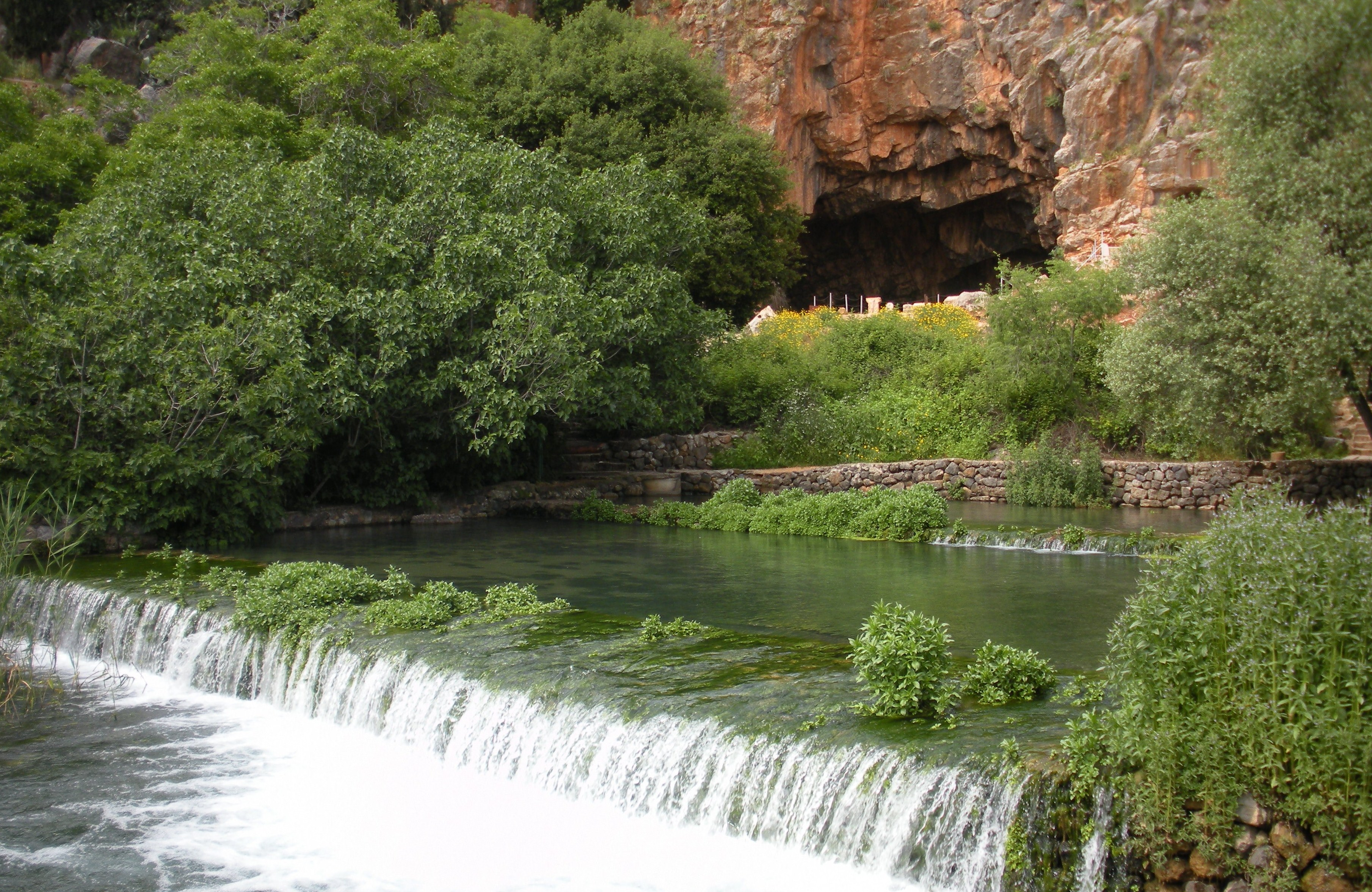
Izvorul râului Banias si pestera lui Pan

Principala sursă a râului Banias este izvorul Banias, situat la baza sudică a lanțului muntos Hermon și care contribuie cu un debit de 67·milioane m3 anual. De acolo pârâul curge spre sud cale de nouă kilometri înainte de a se vărsa în râul Dan. De-a lungul drumului, colectează pârâul Guvta (dreapta), pârâul Sa'ar (stânga), pârâul Pera (stânga) și pârâul Sion (dreapta) (în arabă: el-'Asl), cu un bazin de drenaj total de 158 km2. Debitul anual total al râului ajunge la 106 milioane m3.

## Floră și faună
Malurile râului abundă în salcie, Platanus orientalis, plopi albi, stejari Tabor, stejari palestinieni, Mt. Atlas mastics, Pistacia terebinthus, roșcovi, ferigi, Arundo donax și diverse soiuri de viță de vie.
Pârâul găzduiește o varietate de pești fluviali, inclusiv mreana de Iordania, Carasobarbus canis, Capoeta damascina, și tilapia. Trăind și plimbându-se în jurul pârâului sau în el sunt mistreți, iepuri de stâncă sirieni, pisici de stuf, nutrii și porci spinoși indieni.
Păsările care frecventează vecinătatea pârâului includ porumbeii și pipăi de stâncă.